# حیاتی گیلانی
کمال‌الدین حیاتی گیلانی شاعر قرن دهم و یازدهم هجری قمری بود.
حیاتی در رشت زاده شد و تا ابتدای جوانی در آنجا زندگی کرد. در جوانی او با دربار کارکیا خان احمد خان ارتباط داشت. در جوانی به کار تجارت پرداخت و به کاشان سفرها کرد. در آنجا با شاعران آن سامان آشنایی پیدا کرد. او به کاشان و سپس به هند و دربار اکبر شاه رفت. نقل شده جهانگیر شاه به اندازه وزن حیاتی به او طلا داد. حیاتی از راه خدمت در دربار امرای هند ثروتمند شد. او در سرایش انواع شعر ماهر بود.
از آثار وی تغلق نامه (در بحر خسرو و شیرین نظامی)، مثنوی سلیمان و بلقیس و دیوان وی است. وی در ۱۰۲۸ در اکبر آباد درگذشت و در همان‌جا مدفون است.